# 24 Sextantis
24 Sextantis (24 Sex / HD 90043 / HIP 50887) es una estrella situada en la constelación de Sextans. Su magnitud aparente es +6,44 y se encuentra a 244 años luz del sistema solar. En 2010 se anunció el descubrimiento de dos planetas extrasolares orbitando alrededor de esta estrella.
24 Sextantis es una subgigante de tipo espectral K1 cuya temperatura superficial es de 5098 ± 44 K.
Con una masa un 54% mayor que la masa solar, es una estrella más evolucionada que el Sol que ha empezado a expandirse y a enfriarse, siendo su radio 4,9 veces más grande que el radio solar.
Gira sobre sí misma con una velocidad de rotación proyectada de 2,77 km/s.
Es 14,6 veces más luminosa que el Sol y tiene una metalicidad, dato estrechamente relacionado con la presencia de sistemas planetarios, comparable a la solar ([Fe/H] = -0,03).
Su edad se estima en 2700 ± 400 millones de años.

## Sistema planetario
En 2010 se descubrieron dos planetas extrasolares, llamados 24 Sextantis b y 24 Sextantis c, orbitando en torno a 24 Sxetantis.
El primero de ellos, con una masa mínima 1,99 veces mayor que la masa de Júpiter, orbita a una distancia media de 1,33 UA respecto a la estrella.
El segundo planeta es menos masivo —con una masa mínima equivalente al 86% de la de Júpiter— y se mueve en una órbita a 2,08 UA de la estrella.
| Acompañante (En orden desde la estrella) | Masa (MJ)   | Período orbital (días) | Semieje mayor (UA) | Excentricidad |
| ---------------------------------------- | ----------- | ---------------------- | ------------------ | ------------- |
| 24 Sextantis b                           | 1,99 ± 0,38 | 452,8 ± 4,5            | 1,333 ± 0,009      | 0,09 ± 0,14   |
| 24 Sextantis c                           | 0,86 ± 0,35 | 883 ± 32               | 2,08 ± 0,05        | 0,29 ± 0,16   |